# Sofia Borges
Sofia Mesquita Borges (* 1970 in Dili, Portugiesisch-Timor) ist eine osttimoresische Diplomatin. Von 2010 bis 2016 war sie die Ständige Vertreterin Osttimors bei den Vereinten Nationen.

## Werdegang
Borges hat Abschlüsse in Anthropologie, Politikwissenschaften und Recht von der Australian National University in Canberra und der Northern Territory University in Darwin.
Beim Unabhängigkeitsreferendum in Osttimor 1999 war Borges offizielle Wahlbeamtin der Australischen Wahlkommission. Im wieder unabhängigen Osttimor begann sie für das osttimoresische Außenministerium zu arbeiten. Unter anderem ist sie Co-Autorin eines Resolutionsentwurfs bei der 62. Generalversammlung der Vereinten Nationen zu einem Moratorium gegen die Todesstrafe.
Vor ihrer Ernennung zur Ständigen Vertreterin war sie bereits chargé d’affaires und arbeitete als stellvertretende Vorsitzende des Caribbean Regional Seminar 2007 in Grenada unter Schirmherrschaft des Special Committee on Decolonization der Vereinten Nationen.
Am 4. März 2010 übergab sie ihre Akkreditierung als Ständige Vertreterin Osttimors beiden Vereinten Nationen an UN-Generalsekretär Ban Ki-moon und löste damit José Luís Guterres ab. In ihrer Zeit als Vertreterin Osttimors war Borges zusätzlich Vorsitzende des Dritten Komitees der 69. Sitzung der UNO-Generalversammlung und Vizepräsidentin der 68. Sitzung. 2016 gab Boges ihr Amt an Milena Pires ab, wurde Sonderberaterin bei der 2030 Agenda des Weltverbandes der Gesellschaften für die Vereinten Nationen (WFUNA) und begann dann im Büro des Präsidenten der Generalversammlung der Vereinten Nationen zu arbeiten. Bei der 71. Sitzung der UNO-Generalversammlung war sie vom Sitzungspräsidenten die Sonderberaterin für Strategisches Engagement und Transparenz. 2017 war Borges stellvertretende Kabinettchefin des Präsidenten der 72. Sitzung der UNO-Generalversammlung.

## Privates
Borges ist verheiratet und hat eine Tochter.